# Christl Haas
Christl Haas, född 19 september 1943 i Kitzbühel, död 8 juli 2001 i Antalya, var en österrikisk alpin skidåkare.
Haas blev olympisk mästare i störtlopp vid vinterspelen 1964 i Innsbruck och tog en bronsmedalj vid Olympiska vinterspelen 1968 i Grenoble.